# Liste der Denkmäler, Brunnen und Skulpturen in Senftenberg

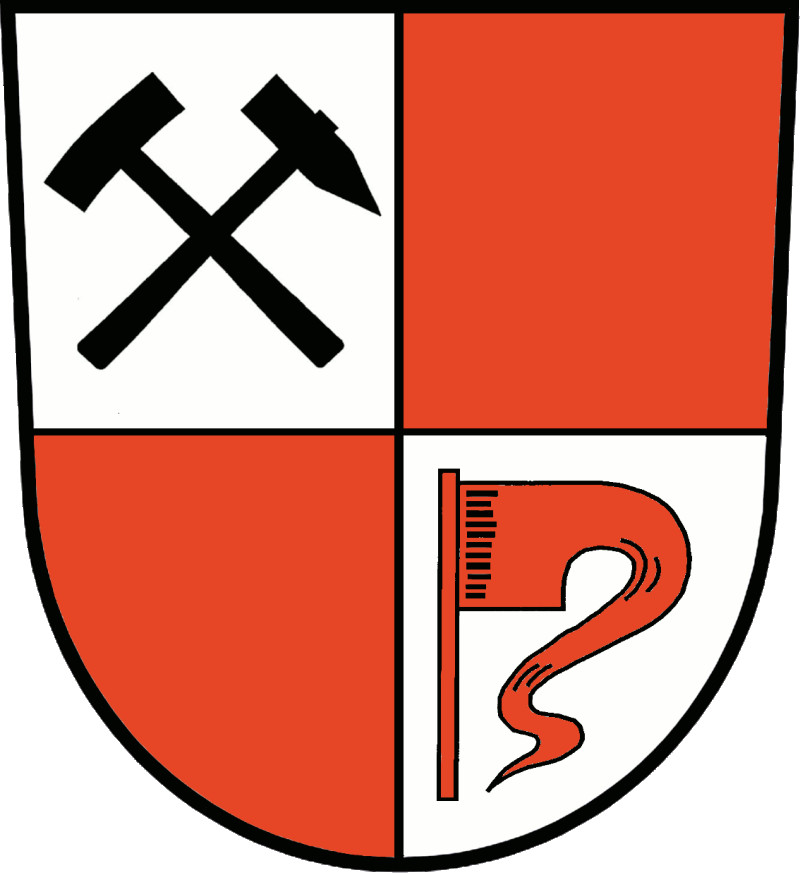
Stadtwappen

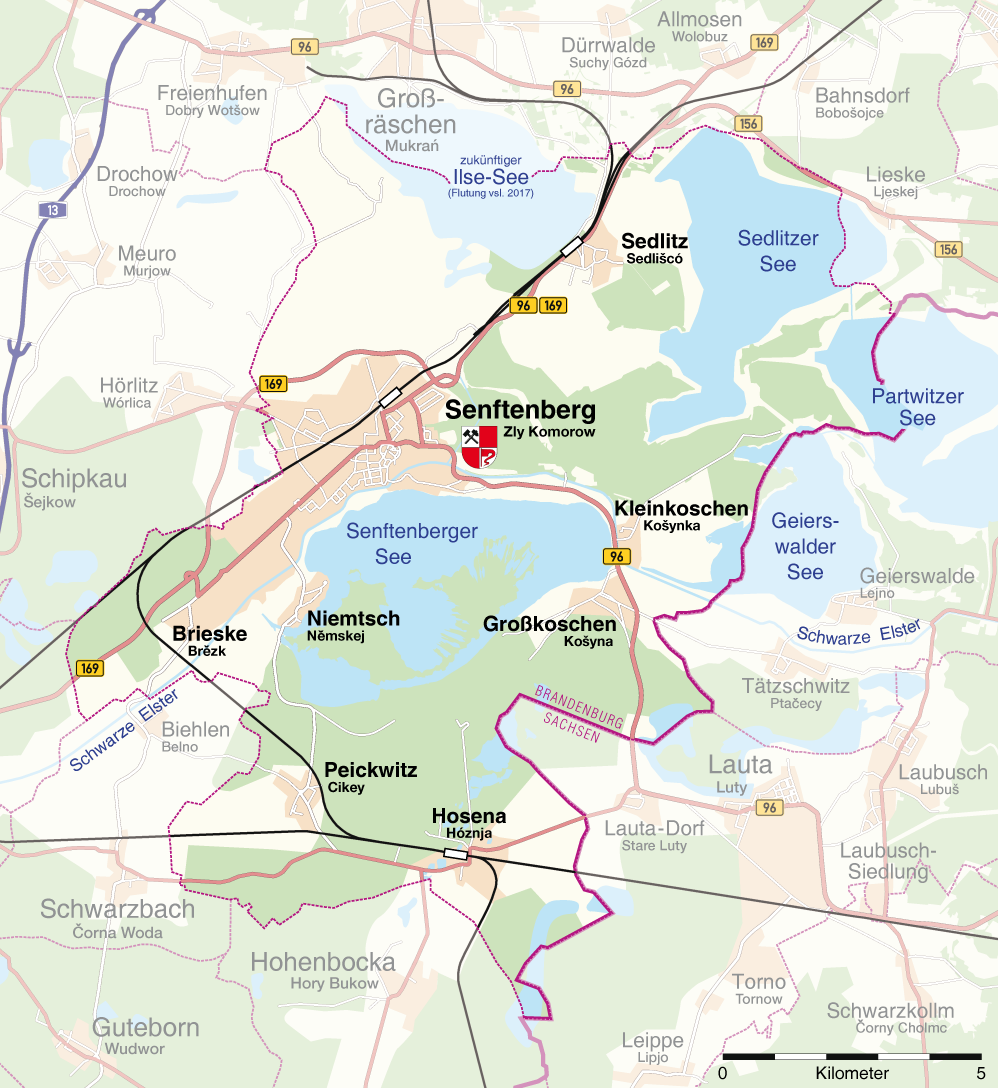
Das Stadtgebiet von Senftenberg

In dieser Liste sind die Denkmäler, Brunnen und Skulpturen in Senftenberg aufgeführt. Senftenberg ist die Kreisstadt des südbrandenburgische Landkreises Oberspreewald-Lausitz. Als Denkmal und Skulptur im Sinne dieser Liste gelten Denkmale, Kunstwerke, Statuen, Standbilder, Ehrenmale, Gedenktafeln, Skulpturen, Plastiken sowie Sgraffiti, die sich im öffentlich zugänglichen Raum befinden. Die Liste enthält jedoch keine Gebäude, die als Denkmal eingestuft sind. Einige dieser Denkmale wurden von ihrem ursprünglichen Aufstellungsort entfernt, umgestellt, umgestaltet oder sogar zerstört. Nicht mehr vorhandene Denkmale sind gesondert aufgeführt. Die Denkmale der Ortsteile Sedlitz, Großkoschen mit Kleinkoschen, Niemtsch, Peickwitz und Hosena sind nicht in dieser Liste aufgeführt. Stolpersteine sind in der Liste der Stolpersteine in Senftenberg erfasst.
Ein Großteil der Denkmale ist durch die Senftenberger Künstler Günther Wendt und Ernst Sauer gestaltet worden.

## Hinweise zu den Angaben in den Tabellen
- In der Spalte Beschreibung und Anmerkungen zur Geschichte sind der Name (falls bekannt) des Denkmals, eine kurze Beschreibung, gegebenenfalls das Material und Angaben zu Umsetzungen und Veränderungen angegeben.
- Als Standort ist der gegenwärtige Aufstellungsort angegeben und soweit möglich die Straßenangabe. Bezugspunkte (z. B. markante Gebäude) werden hier ebenfalls genannt. Die Spalte ist sortierbar.
- In der Spalte Künstler ist der Künstler genannt, der das Denkmal schuf. Bei Maschinen sowie bei Werken ohne große schöpferische Leistung (z. B. Findlinge) wird kein Künstler genannt, stattdessen ist ein Querstrich „–“ angegeben.
- In den Spalten Datum der Aufstellung beziehungsweise Datum der Entfernung sind die Zeitpunkte genannt, wann das Denkmal ursprünglich aufgestellt oder endgültig entfernt wurde. Das Zeichen „≈“ vor dem Datum gibt an, dass es sich um einen Näherungswert handelt. Die Spalte ist sortierbar.
- Sind der Künstler, das Datum der Aufstellung sowie bei den ehemaligen Denkmalen das Datum der Entfernung nicht bekannt, ist das Wort „unbekannt“ eingetragen. Die Spalte ist sortierbar.

## Denkmale
| Bild | Beschreibung und Anmerkungen zur Geschichte | Standort                                                                                   | Künstler                          | Datum der Aufstellung |
| ---- | --- | ------------------------------------------------------------------------------------------ | --------------------------------- | --------------------- |
|      | Sgraffito Hans von Polenz | Schlosspark Giebelwand der Galerie am Schloss „Polenzhaus“ Steindamm                       | Günther Wendt                     | 1937                  |
|      | Polyesterbetonplastik „Mutter mit Kind“ geschaffen 1981 war bereits im Schlosspark aufgestellt; durch Vandalismus beschädigt | Schlosspark vor der Galerie am Schloss „Polenzhaus“ Steindamm                              | Ernst Sauer                       | März 2008             |
|      | Mahnmal für die Opfer des Faschismus und Militarismus Figur aus Bronze; dahinterstehende Wand aus Kunststein (anderen Angaben zufolge aus Sandstein) mit Diptichon | Schlosspark                                                                                | Ernst Sauer                       | 1962                  |
|      | Denkmal für Turnvater Friedrich Ludwig Jahn; aufgestellt durch „Turnverein Germania“; Grundsteinlegung am 26. Juni 1911 | Schlosspark                                                                                | Herr Munack                       | 27. Aug. 1911         |
|      | Reste der ehemaligen Lehragksmühle am Standort der ehemaligen Amtsmühle | Steindamm; am alten Wehr                                                                   | –                                 | 1994                  |
|      | zwei Straußenplastiken ursprünglich standen die Plastiken vor der ehemaligen POS V „Otto Grotewohl“ nach deren Rückbau wurden sie umgesetzt | Tierpark                                                                                   | Ernst Sauer                       | 1965                  |
|      | Klinkerplastik „Bettler auf Krücken“ hergestellt in den Klinkerwerken der Ilse Bergbau AG für die Katharinenkirche in Lübeck; Plastik war unter Schutt begraben und wurde nach dem Zweiten Weltkrieg wiederentdeckt | Schlosspark Innenhof des Schlosses                                                         | Ernst Barlach                     | 1945                  |
|      | Eichenstamm letzter erkennbarer Jahresring ist aus dem Jahr 1163. Als Fälldatum wird das Jahr 1183 (+/− zehn Jahre) angenommen, damit ist der Eichenstamm der älteste Nachweis von Holzbearbeitung in der Senftenberger Region. Gefunden wurde er bei Arnsdorf. | Schlosspark Innenhof der Festungsanlage                                                    | –                                 | ≈ 2000                |
|      | Bergmannsplastik vor der HL | Großenhainer Straße Hochschule Lausitz                                                     | Dorothea von Philipsborn          | 1953                  |
|      | Sgraffito zur Geschichte des Bergbaus | Großenhainer Straße Wand der Hochschule Lausitz                                            | Günther Wendt und Hubert Globisch | 1953                  |
|      | Gedenktafel an die Inhaftierten in der Turnhalle während des Nationalsozialismus Text: GENOSSE ARTHUR WÖLK (1900–1969) Hier wurde Arthur Wölk mit vielen Antifaschisten 1933 inhaftiert und dann 12 Jahre durch faschistische Kerker geschleppt. | Schulstraße Turnhalle der ehemaligen POS I (spätere Realschule)                            |                                   |                       |
|      | Plastik zweier junger Menschen auf dem Schulhof des Gymnasiums Auf der Rückseite steht: Diese Schule wurde im 35. Jahr der DDR erbaut viele junge Menschen sollen dieses Haus klug und tüchtig verlassen Die Plastik befand sich ursprünglich auf dem Schulhof der EOS später Gymnasium in der Rudolf-Harbig-Straße. | Fischreiherstraße Schulhof des Gymnasiums                                                  | Ernst Sauer                       | 1984                  |
|      | Plastik Pinguinfamilie ursprünglich aufgestellt in einen Kindergarten, danach aufgestellt im Schulhof der Realschule, danach Schuluhf der Dr.-Otto-Rindt-Oberschule; seit Dezember 2015 im Schloßpark | Schloßpark vor dem Eingang zum Tierpark                                                    | Ernst Sauer                       | 1977                  |
|      | Gedenkstein für Anton Saefkow die Schule am Standort des Gedenksteins trug zu den DDR-Zeiten den Namen POS III „Anton Saefkow“ | Calauer Straße Schulhof der Dr.-Otto-Rindt-Oberschule                                      |                                   | 1973                  |
|      | Plastik Waschbärengruppe | Joachim-Gottschalk-Straße vor der Förderschule                                             | Ernst Sauer                       |                       |
|      | Plastik Die Trinkende | Bahnhofstraße/Ostpromenade                                                                 | Ernst Sauer                       | ≈ 2001                |
|      | Gedenktafel an Rudolf Lehmann Text: Dr. Rudolf Lehmann Landeshistoriker der Niederlausitz, * 16. September 1891, † 14. Januar 1984, Elternhaus und Wirkungsstätte 1900–1964 | Bahnhofstraße/Ostpromenade                                                                 |                                   | 13. Jan. 2001         |
|      | eingemauertes Stein- oder Sühnekreuz in der Mauer des Alten Friedhofs | Ernst-Thälmann-Straße/August-Bebel-Straße Alter Friedhof in Jüttendorf                     | unbekannt                         | 15. Jahrhundert       |
|      | Denkmal für Opfer des Kapp-Putschs oder auch Gedenkstein für die Märzgefallenen Text: Es starben für die Freiheit im Kapp-Lüttwitz-Putsch am 15.–18. März 1920 Bruno Brückner, Willy Mund, Oskar Zeidler, Ferdinand Früh, Bruno Schurich, Joseph Kszyszkowiak „O, steht gerüstet, seid bereit! O, schaffet dass die Erde darin wir liegen strack und starr ganz eine freie werde! Dass fürder der Gedanken nicht uns stören kann im Schlafen. Sie waren frei. Doch wieder jetzt – und ewig sind sie Sklaven!“ Im treuen Gedenken gewidmet von den Arbeitern des Senftenberger Industriegebietes. Der Text ist dem Gedicht Die Todten an die Lebenden von Ferdinand Freiligrath entnommen. | Briesker Straße Neuer Friedhof                                                             |                                   |                       |
|      | Gedenkstein für in Senftenberg verstorbene Zwangsarbeiter Text: Die Toten mahnen | Briesker Straße Neuer Friedhof                                                             |                                   |                       |
|      | Gedenkstein für die devastierten Friedhöfe der abgebaggerten Orte Rauno, Sauo und Sorno-Rosendorf, flankiert von zwei Grabsteinen | Waldfriedhof                                                                               |                                   |                       |
|      | Denkmal zur Entwicklung des Lausitzer Seenlandes mit Gedenktafel an Otto Rindt | Senftenberger Ufer des Senftenberger Sees – Zugang vom Wohngebiet Süd                      |                                   | ≈ 2000                |
|      | Schieber an der Stelle des Senftenberger Sees an der die Flutung des Tagebaus Niemtsch vom 15. November 1967 bis November 1972 stattfand | Senftenberger Ufer des Senftenberger Sees – Zugang vom Wohngebiet See                      | –                                 |                       |
|      | Fossile Plastiken; ursprünglich auf der Terrasse des Ausflugslokals „Seeblick“ aufgestellt, nach dessen Abriss wurden die Skulpturen unweit des ursprünglichen Standortes wieder aufgestellt | Fischreiherstraße Seniorenresidenz „Seeblick“                                              | Jürgen von Woyski                 | ≈ 1970                |
|      | Gedenktafel für 16 Gefallene der Freiwilligen Feuerwehr während des Ersten Weltkriegs | Rudolf-Breitscheid-Straße Alte Feuerwache                                                  |                                   | 10. Mai 1921          |
|      | Kriegerdenkmal in Buchwalde für Gefallene des Ersten Weltkriegs ein Adler, der es bekrönte, ging verloren | Buchwalder Straße Buchwalde                                                                |                                   | ≈ 1920                |
|      | Mahnmal für die gefallenen sowjetischen Soldaten der Roten Armee und an die Befreiung Senftenbergs durch die Rote Armee am 19./20. April 1945 drei 6,5 Meter hohe stilisierte Bajonette, die eine aufblühende Pflanze umgeben und ein mit schwarzem Marmor verkleideter Steinquader Text auf der Vorderseite: Ruhm und Ehre den gefallenen Helden der Sowjetarmee im Großen Vaterländischen Krieg 1941–45 Text auf der Rückseite: Die Menschheit wird niemals die millionen Helden vergessen die den Völkern vieler Länder die Freiheit brachten Text in Deutsch und Russisch | Briesker Straße am Neuen Friedhof                                                          | Ernst Sauer                       | 8. März 1979          |
|      | Kriegerdenkmal aus Postaer Sandstein für die Gefallenen des Ersten Weltkrieges ursprünglicher Standort war der Schlosspark Denkmal wurde umgestaltet; 14 Gedenktafeln für die Gefallenen und Opfer des Ersten Weltkrieges sind von dem Denkmal noch erhalten, davor befindet sich ein runder Stein mit Dank der Bürger der Stadt Senftenberg für die Gefallenen (ebenfalls Teil des alten Denkmals) Text: DANK UND EHRE UNSERN BRÜDERN DIE FÜR UNS KÄMPFTEN LITTEN UND STARBEN + DIE EINWOHNER DER STADT SENFTENBERG umgesetzt wegen Neuerrichtung des Denkmals für Opfer die Opfer des Faschismus                                                                                        | Steindamm Mauer neben der Wendischen Kirche                                                | Herr Schurig                      | 23. Aug. 1925         |
|      | Kriegerdenkmal für Wilhelm Zimmermann ursprünglich am 22. März 1889 in Rauno aufgestellt; wegen Devastierung des Orts am 16. November 1926 abgebaut; am 29. Mai 1927 in den Innenhof der Festungsanlage umgesetzt durch Krieger- und Veteranenverein Rauno | Schlosspark Innenhof der Festungsanlage                                                    |                                   | 22. März 1889         |
|      | ehemalige Grubenbahn | Bundesstraße 96; Buchwalde                                                                 | –                                 |                       |
|      | Sgraffito „Jesus am Kreuz“ mit Einschüssen aus dem Zweiten Weltkrieg | Steindamm Wendische Kirche                                                                 | Günther Wendt                     | 1934                  |
|      | Kopie der Kursächsischen Postmeilensäule von 1731 | Markt                                                                                      | Johann Gottfried Richter          | 18. Okt. 2000         |
|      | Hidden Treasure Plastik aus Bronze und Edelstahl | Piazetta am Altmarkt zwischen Restaurant Ratskeller im Neuen Rathaus und Sparkassengebäude | Volker Bartsch                    | Apr. 1999             |
|      | Bronzeplastik | Piazetta am Altmarkt zwischen Neuem Rathaus und Sparkassengebäude                          | Volker Bartsch                    | 1999                  |
|      | Darstellung des Senftenberger Wappens mit Bergmannskrone | Steindamm unweit der alten Feuerwache                                                      |                                   | ≈ 2000                |
|      | Steinkreuzstele mit eingravierter Jahreszahl 1766 vermutlich handelt es sich hierbei um das Originalmittelstück der einstigen Senftenberger Postmeilensäule | Ernst-Thälmann-Straße / Großenhainer Straße / Hörlitzer Straße Kreuzung                    |                                   | 1766 (vermutlich)     |
|      | Ikarusplastik im Wohngebiet „See“ | Hanseatenstraße – Einkaufskomplex                                                          | Jaroslav Čepa                     | ≈ 2000                |
|      | Skulptur „Die Badende“ | Steigerstraße / Glück-Auf-Straße                                                           | Ernst Sauer                       | 1982                  |
|      | Denkmal zur Namensverleihung „Wilhelm-Pieck-Straße“ | Wilhelm-Pieck-Straße                                                                       | Ernst Sauer                       | ≈ 1970                |
|      | Zwei badende Jungen mit Umbau der Volksschwimmhalle in ein Erlebnisbad wurden die Plastiken vom alten Eingang an den neuen Eingang versetzt | Hörlitzer Straße vor dem Erlebnisbad                                                       | Ernst Sauer                       | 1966                  |
|      | Plastik Santa Barbara Bronzekunstguss aus der Kunstgießerei Lauchhammer | Krankenhausstraße Eingangshalle Klinikum Niederlausitz                                     | Vinzenz Wanitschke                | Dez. 2000             |
|      | Findling mit zwei Senftenberger Wappen und einem Siegel sowie eine Lore das Wappen auf der Vorderseite ist fälschlicherweise mit Krone dargestellt, auf den Rückseiten des Findlings sind das älteste Siegel Senftenbergs und das Wappen von 1449 dargestellt gefertigt von der Bergbausanierung- und Landschaftsgestaltung Brandenburg GmbH (BUL) | Ortseingang Senftenberg von Hörlitz aus                                                    | –                                 | ≈ 2000                |
|      | Gedenkstein für den devastierten Ort Reppist | Reste des Ortes Reppist                                                                    | –                                 |                       |
|      | Gedenktafel für Yves Lejarre Text: Zum Gedenken an der französischen Widerstandskämpfer den Eisenbahner „Yves Lejarre“ der am 31.3.1945 im KZ Dachau verstorben ist. | Straße der Jugend Reichsbahnkulturhaus                                                     |                                   |                       |
|      | Gedenkstein für das abgetragene Kreuztor | Kreuzstraße                                                                                | –                                 | ≈ 2000                |
|      | Gedenkstein für das abgetragene Schlosstor | Schlossstraße                                                                              | –                                 | ≈ 2000                |
|      | Sgraffito Handwerker dargestellt sind zwei Handwerker: ein Straßenbauer und ein Zimmermann | Windmühlenweg Gebäude des THW                                                              |                                   |                       |
|      | Mosaikbild dargestellt ist in der Mitte ein Pegasus | Am Pionierhaus Jugendhaus Pegasus                                                          |                                   |                       |
|      | Lebenskreis Steinkreis, der die Stationen des Lebens darstellt | Dorothea-Erxleben-Straße ursprünglich Innenhof des Klinikums Niederlausitz                 | Gerhart Lampa                     | 1999                  |
|      | Kriegsopfer starben 1945 durch Tieffliegerangriffe, Artilleriebeschuss und Flecktyphus | Dorothea-Erxleben-Straße hinter dem Parkplatz                                              |                                   | 1949                  |
|      | Brunnen „Spiele am Wasser“ aus Bronze 1983 geschaffen, sollten ab 1984 an der Südseite des Neumarkts aufgestellt werden; durch Bau einer Trafostation an der geplanten Stelle sollte der Brunnen an der Nordostseite errichtet werden; geplante Heiztrasse verhinderte dies; Plastiken blieben zunächst auf dem Grundstück der Familie des Künstlers; 2004 mit der Umgestaltung des Neumarkts wurden sie als Brunnenensemble abweichend vom ursprünglichen Entwurf des Künstlers aufgestellt in der Kunstgießerei Lauchhammer gegossen | Neumarkt                                                                                   | Ernst Sauer                       | 2004                  |
|      | Mosaik mit Badeszenen Anfang der 1980er vor Einkaufspromende an den Plattenbauten am Neumarkt aufgestellt, nach deren Rückbau gemeinsam mit Plastiken von Ernst Sauer im Jahr 2004 auf dem Neumarkt aufgestellt | Neumarkt                                                                                   | Gerhart Lampa                     | ≈ 1985                |
|      | Brunnen aus Steinzeug Brunnen wird heute als Blumenschale genutzt | Hanseatenstraße Einkaufskomplex                                                            |                                   | ≈ 1975                |
|      | Brunnen auf dem Schulhof des Gymnasiums (ehemalige POS VII) Brunnen wurde 2004 auf dem Schulhof versetzt, Ergänzungen wurde von H. Sauer vorgenommen | Fischreiherstraße Schulhof des Gymnasiums                                                  | Jürgen von Woyski                 | 1974                  |
|      | Brunnen an Ecke Usedomer Straße/Hanseatenstraße | Usedomer Straße Hanseatenstraße                                                            |                                   |                       |
|      | Denkmal für den Augenarzt Hermann Kuhnt | Steindamm/Schloßstraße ehemaliges Burglehn                                                 |                                   | 2009                  |
|      | Denkmal für den Bildhauer Ernst Sauer | Ernst-Sauer-Platz                                                                          |                                   | 2013                  |
|      | Gedenkstätte für gefallene Reppister des Zweiten Weltkrieges | Waldfriedhof                                                                               |                                   | 13. Juli 2016         |

## Abgegangene Denkmale
| Bild | Beschreibung und Anmerkungen zur Geschichte | Standort                                                                                                  | Künstler          | Datum der Aufstellung | Datum der Entfernung |
| ---- | --- | --- | ----------------- | --------------------- | -------------------- |
|      | Kriegerdenkmal für die Gefallenen des Deutsch-Französischen Krieges | Bahnhofstraße an der ehemaligen Brücke über die Storchelster (heute Kreuzung Bahnhofstraße/Westpromenade) |                   | 5. Juli 1874          |                      |
|      | Rolandsplastik vermutlich Probebrand eines Bestandteils eines Kriegerdenkmals für Gefallene des Ersten Weltkriegs in Züllichau in Polen | Schlosspark Innenhof des Schlosses                                                                        | Paul Bronisch     | ≈ 1930                | ≈ 1935               |
|      | Plastik „Sitzende Frau“ Plastik wurde im August 2017 gestohlen | Schlosspark neben der Galerie am Schloss „Polenzhaus“; Steindamm                                          | Siegfried Krepp   | 1993                  | Aug. 2017            |
|      | Gedenktafel zur Vereinigung der KPD und SPD zur SED am „Haus der Werktätigen“ (HdW) Text: In diesem Gebäude fand am 24. März 1946 die Vereinigung der beiden Arbeiterparteien des Kreises Calau / Senftenberg zur Sozialistischen Einheitspartei Deutschlands statt verloren gegangen beim Brand des HdW im Jahre 1996 | Ecke Rudolf-Breitscheid-Straße / Felix-Spiro-Straße ehemaliges „Haus der Werktätigen“                     |                   |                       | 1996                 |
|      | Stahlbetonlichtmast entfernt in Vorbereitung auf die Neugestaltung des Altmarkts | Altmarkt                                                                                                  | –                 | 1932                  | 1998                 |
|      | Gedenkstein für Ernst Thälmann mit Plakette seines Konterfei, Text auf der Stele 1886–1944 Sohn und Führer seiner Klasse aufgestellt, da Ingenieurschule (heutige Hochschule Lausitz) seit 1955 den Namen Ernst Thälmann trug                                                                                          | Großenhainer Straße Hochschule Lausitz                                                                    |                   | 1976                  | ≈ 1992               |
|      | Gedenktafel an den 500. Todestag von Hans von Polenz Text: Hans von Polenz zu Senftenberg Landvogt der Niederlausitz 1437–1937 zum Gedächtnis | Schlosspark Außenmauer des Schlosses, links neben dem Eingangstor                                         |                   | 1937                  | 2004                 |
|      | Brunnen in der Freisestraße dargestellt war ein Junge, der versucht eine Gans zwischen seinen Beinen zu halten | Freisestraße                                                                                              | Paul Horn         | 11. Okt. 1924         |                      |
|      | Säulenbrunnen, mit Mosaiks gestaltet entfernt bei Neugestaltung der Theaterpassage | Theaterpassage                                                                                            | Ernst Sauer       | 1975                  |                      |
|      | Lebensbaum | Fischreiherstraße                                                                                         | Jürgen von Woyski | ≈ 1970                | ≈ 2000               |
|      | Plastiken Hockende und Sitzende; ursprünglich in der Fischerreiherstraße; September 2009 am neuen Standort aufgestellt Plastiken wurden im September/Oktober 2017 gestohlen | Laugkstraße Stadtwerke                                                                                    | Jürgen von Woyski |                       | Sep. 2017            |